# ألبرتو أزو الثاني
ألبرتو أزو الثاني (997 أو 10 يوليو 1009 - 20 أغسطس 1097)؛ مارغريف ميلانو، ليغوريا، وكونت غافلو وبادوفا، روفيغو، لونييانا، مونزليس، مونتانيانا، ويعرف أيضا بـ ألبرتو الثاني، كان واحداً من أقوى نبلاء في الإمبراطورية الرومانية المقدسة، ويعتبر مؤسس أسرة إستي (Casa d'Este)، ليكون رئيس الأسرة الأول ولورد إستي وهي قريبة من بلدة بادوفا.
ألبرتو أزو الثاني هو ابن الوحيد لـ ألبرتو أزو الأول، مارغريف ميلانو، ورث ممتلكات والده في 1020، واستطاع توسيع ممتلكاته في شمال إيطاليا باستمرار، في 1069-1070 حاول حصول على مقاطعة ماين لابنه هيو لأن زوجته غارسند كانت وريثة المشتركة لـ كونتات ماين، وأعلن هيو كونتاً هناك ولكنه لم يستطيع انتصار على روبرت، دوق نورماندي الذي كان مخطوب من إحدى وريثات ماين، وأثناء نزاع التنصيب بين البابا غريغوري السابع والملك هاينريش الرابع، حاول أزو التوسط بينهما، ولكن في وقت لاحق انضم إلى جانب البابا، وبحلول 1073 قام ببناء قلعته في إستي التي أصبحت مقر إقامته ولذريته، قبل مشروع البناء كانت إستي مجرد قرية.
انتقل ابنه فلف (من زواجه الأول) أولا إلى كارينثيا ثم إلى بافاريا، مما أدى إلى تأسيس واحدة من أهم الأسر في التاريخ الأوروبي، في حين الابن الأصغر فولكو الأول (من زواجه الثاني) بحيث أصبح أول من استخدام اللقب «ماركيز إستي».

## الذرية
تزوج أزو أولا من كونيغوند (تسمى أحيانا بـ تشونيزا) ابنة فلف الثاني، كونت ألتدورف في 1036 وكان لديهم ابناً واحداً:-
- فلف († 6 نوفمبر 1101؛ بافوس)؛ دوق بافاريا[1][2] منذ 1070 حتى 1077، ومنذ 1096 حتى وفاته، وهو مؤسس أسرة فلف.

ثم تزوج من غارسند ابنة هربرت الأول، كونت ماين، حوالي.1050؛ وكان لديهم:-
- فولكو الأول، مارغريف ميلانو[3] († 1128)؛ هو سلف الفرع الإيطالي من الأسرة.
- هيو († 1131)؛ ليس لديه ذرية.

تقول بعض المصادر أنه كان متزوج من فيتاليا أورسيولو ابنة بيترو أورسيولو، وكان لديهم ابنة واحدة:إيتا.
كان لديه أيضا علاقة خارج إطار الزواج مع ماتيلدا شقيقة ويليام، أسقف بادوفا؛ وأنجبت له ابنة تدعى أديلازيا تزوجت من غولييامو أديلاردي.